# Hans Bartel
Hans Bartel (22. ledna 1886 Heřmánkovice nebo Temenice u Šumperku – 4. června 1956 Dinkelsbühl) byl československý politik a meziválečný poslanec Národního shromáždění za Německou křesťansko sociální stranu lidovou (DCSVP).

## Biografie
Narodil se v rodině tkalce. Vychodil národní a měšťanskou školu. Absolvoval obchodní školu (podle jiného zdroje vyšší školu pojišťovnictví) a působil v Šumperku jako inspektor v pojišťovně. Za první světové války byl odveden a bojoval na východní frontě. V roce 1918 se na Šumpersku vojensky angažoval v hnutí protestů proti připojení etnicky německých oblastí severní Moravy k československému státu. Za to byl pak po šest týdnů vězněn československými úřady. V rámci německých křesťanských sociálů patřil i později k národoveckému křídlu okolo Karla Hilgenreinera; předsedal okresní organizaci strany a byl členem jejího celostátního předsednictva.
Po parlamentních volbách v roce 1925 se stal poslancem Národního shromáždění. Profesí byl soukromým úředníkem v Šumperku.
Ve 30. letech byl městským radním a náměstkem starosty v Šumperku. V roce 1938 přešel společně se svou stranou do Sudetoněmecké strany. Po zániku první republiky a anexi Šumperka k Německé říši ale byla jeho přihláška do NSDAP pro nesouhlas s praktikami Konrada Henleina zamítnuta. Po válce byl vysídlen do města Dinkelsbühl v Bavorsku, kde se angažoval v organizacích vysídlených Němců a spoluzakládal Sudetoněmecké krajanské sdružení.
V roce 1949 kandidoval na Německý spolkový sněm za bavorskou CSU.